# جون ميرسير
جون ميرسير (بالإنجليزية: John Mercer)‏ هو محامي أمريكي، ولد في 6 فبراير 1704، وتوفي في 14 أكتوبر 1768.